# Kelvin Deaker
Kelvin Deaker (ur. 19 października 1965 w Balclutha) – nowozelandzki międzynarodowy sędzia rugby union. Sędziował w National Provincial Championship, Super 12/14, a także w rozgrywkach reprezentacyjnych, w tym w Pucharze Świata.
W latach 1985–1986 występował w pierwszej drużynie uniwersytetu. Grał również dla regionalnych zespołów Southland i Otago, a karierę sportową przerwała mu kontuzja.
Sędziować zaczął w 1991 roku, a jego pierwszym meczem w ogólnokrajowych rozgrywkach był pojedynek Dywizji III National Provincial Championship 1996 pomiędzy Buller a Horowhenua-Kapiti, trzy lata później poprowadził zaś finał tych zawodów. Od 2000 roku sędziował w Super 12, a w roku 2001 został zawodowym arbitrem zatrudnianym przez New Zealand Rugby Union.
W roli głównego sędziego w testmeczu zadebiutował w czerwcu 2001 roku (Japonia–Walia), a rok później po raz pierwszy znalazł się w gronie arbitrów Pucharu Sześciu Narodów. W ramach przygotowań do Pucharu Sześciu Narodów sędziował w walijskich rozgrywkach klubowych. Poprowadził jeden z meczów podczas Pucharu Świata 2003, znajdował się również w panelu arbitrów cztery lata później. Jego ostatni testmecz również był pojedynkiem Japończyków, tym razem z Fidżi w ramach Pucharu Narodów Pacyfiku 2008. Prócz testmeczów sędziował także spotkania podczas tournée British and Irish Lions w roku 2005 oraz inne mecze międzynarodowe.
W listopadzie 2008 roku ogłosił zakończenie kariery sędziowskiej, nie wykluczył jednak sędziowania w meczach juniorskich. Łącznie poprowadził 177 spotkań, w tym 23 testmecze, 41 spotkań w Super 12/14, 72 w National Provincial Championship i 19 w Heartland Championship. W 2001 roku otrzymał wyróżnienie dla najlepszego nowozelandzkiego arbitra, nominowany do tej nagrody był jeszcze dwukrotnie.
Studiował na Lincoln University ukończywszy go w 1988 roku z tytułem Bachelor of Commerce. Został następnie dyplomowanym księgowym i podjął pracę w Richmond Meats jako kontroler finansowy. Po zakończeniu zawodowej kariery sędziowskiej pracował w charakterze CFO w firmach WineWorks i Marlborough Lines.
Żonaty z Meghan, dwójka dzieci – Jessica i Matthew.